# Tanja Morel
Tanja Morel (* 4. Oktober 1975) ist eine Schweizer Skeletonpilotin.
Tanja Morel bestreitet seit 1995 Wettkämpfe im Skeleton. Seit 1998 gehört die Feldmeilenerin zum Nationalkader der Schweiz. Ihr erstes Weltcuprennen bestritt sie im Dezember 1997 in Winterberg, wo sie den 13. Platz erreichte. Beim folgenden Weltcup am Anfang des folgenden Jahres in Altenberg kam sie als Achte erstmals unter die Besten 10. 2005 gewann sie in St. Moritz ihren ersten und bislang einzigen Weltcup. In der Saison 1999/2000 belegte sie den achten Platz im Gesamtweltcup, 2003/04 kam sie auf den fünften Rang, 2004/05 auf den Siebten und 2005/06 erneut auf den Achten.
2003 und 2006, jeweils in St. Moritz erreichte sie ihre größten Erfolge und gewann Bronze bei den Europameisterschaften. 2004 und 2005 jeweils in Altenberg erreichte sie den fünften, bzw. siebten Platz. 2003 nahm sie erstmals an Weltmeisterschaften in Nagano teil und wurde Vierte. Auch 2004 in Königssee und 2007 in St. Moritz verpasste sie als Vierte eine WM-Medaille erneut nur knapp. Höhepunkt in Morels Karriere war die Teilnahme an den Olympischen Winterspielen 2006 in Turin, wo sie den siebten Rang belegte.
Bei den ersten Schweizer Meisterschaften für Frauen wurde Morel 1995 Dritte, ebenso 1999 und 2002. 2000 gewann sie den Titel zum ersten Mal, 2004 und 2008 folgte wiederum der Titel. 1996 und 2001 wurde sie Vizemeisterin hinter Ursi Walliser. 2003, 2005, 2006 und 2007 belegte sie jeweils zweite Plätze hinter Maya Pedersen-Bieri. Bei allen elf bislang ausgetragenen Schweizermeisterschaften konnte sich Morel unter den besten Drei Starterinnen platzieren.
Morel ist Eidg. diplomierte Turn- und Sportlehrerin Diplom II, ETH Zürich. Von 1994 bis 1999 startete sie für den Skeleton Club Zürich, seitdem für den Zürcher Bobclub. Ihr Athletiktrainer ist David Mayer, ihr Bahntrainer Snorre Pedersen. Nach dem vierten Rang bei der WM 2007 beendete Morel ihre internationale Karriere und wurde nun Vollzeitlehrerin an der Schule Küsnacht Zentrum, wo sie bis dahin nur eine halbe Stelle innehatte.